# Paolo Nicoloso
Paolo Nicoloso (Buja, 1957) è uno storico dell'architettura italiano.

## Biografia
Laureatosi nel 1984 all'università Università IUAV di Venezia  con Giorgio Ciucci, ricercatore confermato in Storia dell'architettura presso l'Università degli Studi di Udine e presso  l'Università degli Studi di Trieste, è studioso di storia dell'architettura italiana del Novecento, con particolare attenzione all'urbanistica. È autore di saggi sull'opera di Gustavo Giovannoni, Giuseppe Terragni, Giulio Carlo Argan.

### Pubblicazioni
- Marcello Piacentini. Architettura e potere: una biografia, Udine, Gaspari, 2018, ISBN 8875415919.
- Mussolini architetto, Torino, Einaudi, 2008, ISBN 8806206745.
- Architetture per un'identità italiana, Udine, Gaspari, 2012, ISBN 9788875412586.
- Gli architetti di Mussolini. Scuole e sindacato, architetti e massoni, professori politici negli anni del regime, Milano, Franco Angeli, 2004, ISBN 8846413059.
- con Andrea Guerra e Elisabetta Molteni, Il trionfo della miseria, Milano, Mondadori Electa, 1995, ISBN 9788843551354.
- (a cura di),  Le pietre della memoria, Udine, Gaspari, 2015, ISBN 9788875414269.
- con Ferruccio Luppi (a cura di), Marcello D'Olivo architetto, Milano, Mazzotta, 2002, ISBN 8820215349.
- con Ferruccio Luppi (a cura di), Piano Fanfani in Friuli: storia e architettura dell'INA-CASA, Pasian di Prato, Editori Leonardo, 2001.
- con Federica Rovello (a cura di), Trieste 1918-1954. Guida all'architettura, Trieste, Mgs Press, 2001, ISBN 8889219157.

### Saggi
- La Loggia del Capitanio a Vicenza. Il dibattito per il completamento. 1926-1939, in "Eidos", n. 4, giugno 1989.
- La Carta del Restauro di Giulio Carlo Argan, in "Annali di architettura", n. 6, 1994
- Progetto di concorso per il piano regolatore di Como e sue esecuzioni a stralci, in G. Ciucci (a cura di), Giuseppe Terragni, Electa, Milano, 1996
- Analisi urbanistica di Como per il IV Ciam, in G. Ciucci (a cura di), Giuseppe Terragni, Electa, Milano, 1996
- I concorsi di architettura, in Casabella, n. 683, novembre 2000
- Gli architetti: il rilancio di una professione, in P. Di Biagi (a cura di), La grande ricostruzione. Il piano Ina-Casa e l'Italia degli anni '50, Donzelli, Roma, 2001
- Il contesto sociale, politico e universitario di Portaluppi, in L. Molinari (a cura di), Piero Portaluppi, Skira, Milano, 2003
- Il restauro dei monumenti, in G. Ciucci, G. Muratore (a cura di), Storia dell'architettura italiana. Il primo Novecento, Electa, Milano, 2004
- Una nuova formazione per l'architetto professionista, in G. Ciucci, G. Muratore (a cura di), Storia dell'architettura italiana. Il primo Novecento, Electa, Milano, 2004
- Lingeri e Terragni, in C. Baglione, E. Susani (a cura di), Pietro Lingeri. 1894-1968, Electa, Milano, 2004
- Piacentini e Mussolini nella Città universitaria di Roma. 1932-35, in G. Mazzi (a cura di), L'Università e la città, Clueb, Bologna, 2006
- Il Ciam di Bergamo, Le Corbusier e le “verità” discutibili della Carta d’Atene, in L’Italia di Le Corbusier, a cura di Marida Talamona, Electa, Milano, 2012
- La città moderna di Pagano tra gli archi e le colonne di Piacentini, in Casabella, n. 842, ottobre 2014
- Italy. Fascist Pride and City Planning, in Atlas of the Functional City. Ciam 4 and Comparative Urban Analysis, a cura di Evelich, 2014
- The fascist memory of the war and its legacy. Two cases: the Redipuglia War Memorial and the Ara Pacis of Medea, in Architecture as propaganda in twenty-century totalitarian regimes, edited by Håkan Hökerberg, Firenze, 2018
- Un “Faro della civiltà latina”: la Città universitaria di Rio de Janeiro di Piacentini e Morpurgo. 1936-1946, in “Quaderni dell’Istituto di Storia dell’Architettura”, 2018

### Voci di enciclopedia
- Urbanistica, in S. Luzzatto, V. De Grazia (a cura di), Dizionario del fascismo, v. II, Einaudi, Torino, 2003
- Gio Ponti, in S. Luzzatto, V. De Grazia (a cura di), Dizionario del fascismo, v. II, Einaudi, Torino, 2003
- Esposizione universale romana (E42), in S. Luzzatto, V. De Grazia (a cura di), Dizionario del fascismo, v. I, Einaudi, Torino, 2002
- Giuseppe Terragni, in S. Luzzatto, V. De Grazia (a cura di), Dizionario del fascismo, v. II, Einaudi, Torino, 2003

| Controllo di autorità | VIAF (EN) 5098741 · ISNI (EN) 0000 0000 8084 6241 · SBN MILV114970 · LCCN (EN) nr95037149 · GND (DE) 134182820 · BNF (FR) cb13565032h (data) · J9U (EN, HE) 987012623864805171 · NDL (EN, JA) 01197544 · CONOR.SI (SL) 95849315 |